# Loxioda ochrota
Loxioda ochrota là một loài bướm đêm trong họ Noctuidae.